# سیارک ۵۷۶۵۸
سیارک ۵۷۶۵۸ (به انگلیسی: 57658 Nilrem، نامگذاری:2001UJ1) پنجاه و هفت هزار و ششصد و پنجاه و هشتمین سیارک کشف شده‌است که در ۱۷ اکتبر ۲۰۰۱ کشف شد.